# Мікроцефал
Мікроцефал (Microcephalophis) — рід отруйних змій з родини Аспідові. Має 2 види.

## Етимологія
μικρός — «малий», грец. κεφαλή — «голова», грец. ὄφις — «змія»

## Опис
Загальна довжина представників цього роду коливається від 70 см до 1,9 м. Спостерігається статевий диморфізм — самиці більші за самців. Особливістю є надзвичайна маленька голова (звідси й походить назва цих змій). Передня частина тулуба досить струнка, задня частина — значна ширше. Хвіст короткий. Забарвлення коричнювате, синювате, буре.

## Спосіб життя
Усе життя проводять у морській воді. Часто зустрічаються біля узбережжя. Живляться рибою та молюсками.
Це живородні змії. Самиці народжують до 3 дитинчат.

## Розповсюдження
Мешкають на півночі Індійського океану та на заході Тихого океану.

## Види
- Microcephalophis cantoris
- Microcephalophis gracilis